# (8392) 1993 OP
1993 أو بي (ويعرف أيضًا باسم (8392) 1993 أو بي وفق تسمية الكوكب الصغير) (بالإنجليزية: 1993 OP)‏ هو كويكب ضمن حزام الكويكبات؛ وترتيبه 8392 من حيث الاكتشاف.
اكتُشف هذا الجُرم الفلكي بواسطة اليانور إف. هيلين في 18 يوليو 1993.

## وصلات خارجية
- (8392) 1993 OP في قاعدة بيانات مختبر الدفع النفاث لأجرام النظام الشمسي الصغيرة

- الاكتشاف · مخطط المدار ·  العناصر المدارية · المعلمات المادية

- (8392) 1993 OP على موقع ويكي سكاي: DSS2, SDSS, GALEX, IRAS, Hydrogen α, X-Ray, Astrophoto, Sky Map, Articles and images